# Nicola Grimaldi

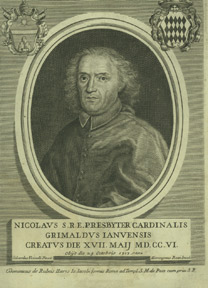
Nicola Kardinal Grimaldi

Nicola Grimaldi (* 16. Dezember 1645 bei Neapel; † 25. Oktober 1717 in Rom) war ein Kardinal der Römischen Kirche und ein Mitglied einer Nebenlinie des Fürstenhauses von Monaco.

## Leben
Nachdem Grimaldi Gouverneur in verschiedenen Städten des Kirchenstaates war, erhob ihn Papst Innozenz XI. am 22. Oktober 1696 zum Kleriker der Apostolischen Kammer. Seit März 1696 bereits an der Apostolischen Signatur tätig, wurde er 1701 Sekretär der Kongregation für die kirchliche Immunität, wie auch der für die Kongregation für die Bischöfe und Ordensleute.
Am 17. Mai 1706 zum Kardinaldiakon kreiert, erhielt er am 25. Juni 1706 die Titeldiakonie Santa Maria in Cosmedin zugewiesen. Nachdem er bis auf weiteres vom Empfang der Diakonen- und Priesterweihe dispensiert worden war, wurde er am 13. September 1706 Päpstlicher Legat in Bologna.
Später wieder in Rom, war er hier Präfekt der Consulta, empfing am 20. September 1716 die Priesterweihe und wurde am 8. Juni 1716 zum Kardinalpriester von San Matteo in Merulana erhoben.
Er starb am 25. Oktober 1717 gegen 4 Uhr am Nachmittag in seinem Haus in Rom und wurde in der Kapuzinerkirche Santissima Concezione beigesetzt. Der Wert seines Erbes wurde auf 1,5 Millionen Livre geschätzt.